# استراتام
longitudeاستراتامlatitudeاستراتام
استراتام (به انگلیسی: Streatham) یک ناحیه در لندن است که در منطقه لمبت لندن واقع شده‌است.

## خصوصیات
استراتام ۵۸٬۰۵۵ نفر جمعیت دارد.

## افراد مقیم مشهور
- جی استون, singer [نیازمند منبع]
- سیمون کالو, actor [۲][۳]
- نائومی کمبل, model [۴][۵]
- نیکولاس کلای, actor [۶]
- آلیستر کراولی [۷]
- پیتر دیویسن, actor [۸]
- کن لیوینگستون, former شهردار لندن [۹]
- جان گالیانو, fashion designer [۱۰]
- دیوید هیروود, actor [۱۱]
- ادی ایزارد, comedian and actor [۱۲]
- راجر مور, actor [۱۳]
- جون وایتفیلد, actress [۱۴]